# Anthurium aripoense
Anthurium aripoense är en kallaväxtart som beskrevs av Nicholas Edward Brown. Anthurium aripoense ingår i släktet Anthurium och familjen kallaväxter. Inga underarter finns listade.